# Hervormde kerk (Schijndel)
De voormalige Hervormde kerk van Schijndel of Napoleonskerkje is een neoclassicistische kerk aan de Hoofdstraat te Schijndel. Ze is omgeven door hoog geboomte. Het rijksmonument is niet meer als godshuis in gebruik.

## Geschiedenis
Nadat in 1801 de middeleeuwse kerk aan de katholieken was teruggegeven hadden de protestanten behoefte aan een eigen kerkgebouw. De protestantse gemeente telde echter niet meer dan 30 leden. In 1808 werd toestemming voor de bouw gegeven en in 1811 kwam het kerkje gereed, hoewel op het gebouwtje het jaar 1808 is aangegeven.
Het aantal lidmaten nam verder af en in 1823 ging de gemeente samen met die van Sint-Michielsgestel en had men geen eigen predikant meer.
Uiteindelijk werd de Hervormde kerk, die rijksmonument is, door een particulier gekocht die er een culturele bestemming aan wilde geven. In 1980 kwam er een bloemenzaak in, waardoor de kerk voortaan als het Bloemenkerkje werd getypeerd. In 2002 kwam een architectenbureau in de kerk. Er werd een tussenverdieping in gemonteerd, de kansel en de lambriseringen bleven intact, en in de benedenverdieping kwamen kunstwerken te hangen.